# Falko Bindrich
Falko Bindrich (ur. 17 października 1990 w Żytawie) – niemiecki szachista, arcymistrz od 2007 roku.

## Kariera szachowa
W latach 2003 i 2005 dwukrotnie wybrany został najlepszym młodym niemieckim sportowcem roku. Jest wielokrotnym medalistą indywidualnych mistrzostw Niemiec juniorów, w tym czterokrotnie złotym (w kategoriach do lat 10, 12, 14 i 16). Od roku 1999 jest stałym reprezentantem swojego kraju w mistrzostwach świata oraz Europy juniorów, najlepszy wynik osiągając w mistrzostwach Europy do lat 14 rozegranych w roku 2004 w Urgup w Turcji, gdzie zajął VII miejsce. W tym samym roku zdobył w Obrenovacu złoty medal drużynowych mistrzostw Europy juniorów do 18 lat, a w 2006 r. zdobył brązowy medal tych rozgrywek. W 2006 r. podzielił I m. w otwartym turnieju w Schwäbisch Gmünd. W 2008 r. samodzielnie zwyciężył w Deizisau oraz podzielił II m. w openie w Biel (za Władimirem Biełowem, wspólnie z Borysem Graczewem, Borysem Awruchem, Leonidem Kritzem, Ivanem Ivaniseviciem, Christianem Bauerem i Sebastienem Maze). W tym samym roku wystąpił w drugiej reprezentacji Niemiec na szachowej olimpiadzie w Dreźnie oraz podzielił I m. (wspólnie z m.in. Attilą Czebe, Imre Herą i Yannickiem Pelletierem) w Zurychu, sukces ten powtarzając w 2009 roku (dz. I m. wspólnie z m.in. Davidem Baramidze, Pawłem Jaraczem i Milosem Pavloviciem).
Najwyższy ranking w dotychczasowej karierze osiągnął 1 kwietnia 2015 r., z wynikiem 2610 punktów.